# Хаясуи
Хаясуи (яп. 速吸瀬戸 хаясуи-но-сэто), также Хоё-Кайкё (яп. 豊予海峡 хо:ё-кайкё:) — пролив между островами Сикоку и Кюсю, соединяет плёс Иё-Нада Внутреннего Японского моря и пролив Бунго. Ширина пролива — около 16 км, глубина — 300—400 м.
Пролив расположен между мысами Садамисаки на одноимённом полуострове (佐田岬) на востоке (Сикоку, префектура Эхиме) и Секи (関崎) или Дзидзо на западе (полуостров Саганосеки, префектура Оита). В проливе расположены острова Такасима и Усидзима.
Приливные течения в проливе могут достигать скорости 6 узлов во время прилива, и 5 — во время отлива.
Воды пролива площадью 160 км² считаются экологически или биологически значимой морской зоной (生物多様性の観点から重要度の高い海域) и отличаются высоким биоразнообразием, они являются нерестилищем для многих видов рыб, особенно для японской ставриды и рыбы-сабли.